# Robin Hood (phim 1973)
Robin Hood là một bộ phim hoạt hình ca nhạc hài phiêu lưu Mỹ vào năm 1973 sản xuất bởi Walt Disney Productions và công chiếu tại rạp ngày 8 tháng 11 năm 1973. Bộ phim kể về một anh hùng trong lịch sử dân gian nước Anh.

## Tóm tắt cốt truyện
Đó là một huyền thoại về một người anh hùng - một tên cướp, chuyên cướp của người giàu cho người nghèo. Đó là một câu chuyện có một kết thúc thật hạnh phúc tại khu rừng Sherwood, thời trị vì của vua Richard.
Một ngày kia, Robin Hood và anh bạn Little John đang lang thang trong rừng và bắt gặp kiệu của Thái tử John. Bên trong kiệu là Thái tử John và cận thần Sir Hiss đang đếm những đồng tiền vàng vừa cướp được của dân làng Nottingham. Robin và Little John bèn giả dạng thành hai bà thầy bói và mon men lại gần kiệu của Thái tử John. Mời gọi John xem bói, đồng thời cướp sạch sẽ vàng bạc châu báu trên kiệu. Sau lần đó, Thái tử John rất căm hận Robin Hood, hắn ra lệnh cho quân lính truy nã Robin Hood khắp nơi.
Trở lại với dân làng Nottingham, ở đây tên cảnh sát trưởng tham lam không kém gì thái tử John, hắn đặt ra đủ thứ các loại thuế và đi vơ vét, cướp bóc của tất cả dân làng. Cả cha xứ Friar Tuck mà hắn cũng không tha, hắn cướp luôn những đồng tiền được giấu trong chân què của lão Otto và cả một đồng vàng duy nhất mừng sinh nhật của Skippy. Tất cả dân làng đều rất căm uẩn, cho đến khi Robin Hood xuất hiện trong bộ dạng của một kẻ ăn mày. Anh giả dạng để đi phân phối những gì vừa cướp được từ Thái tử John. Anh trở về khu rừng Sherwood, để lại sau lưng những tiếng cười hạnh phúc và biết ơn của dân làng Nottingham.
Tiểu thư Marian là người yêu của Robin Hood. Biết được điều này, Thái tử John đã tổ chức một cuộc thi bắn cung nếu ai thắng sẽ được tặng một nụ hôn từ tiểu thư Marian, hòng lừa Robin Hood xuất hiện để bắt anh.
Cuộc thi "mũi tên vàng" được đông đảo trai tráng lũ lượt kéo đến dự thi. Tiểu thư Marian và vú nuôi Bà Kluck xuất hiện mà vẫn không nhận ra Robin trong lốt một chú sếu cao lêu nghêu. Và trong cuộc thi này, tất nhiên là Robin Hood đã chiến thắng vì bắn cung là sở trường của anh. Lúc chiến thắng cũng là lúc Robin bị phát hiện, tưởng chừng anh sẽ bị bắt, nhưng anh đã thoát nhờ sự giúp đỡ của dân làng và anh bạn "nhỏ bé" Little John. Về phần Thái tử John, ông ta cùng với Hiss và tỉnh trưởng vùng Nottingham bị bắt đi lao động ở mỏ đá hoàng gia. Về phần Robin Hood, anh đem được tiểu thư Marian vào rừng. Hai người đã làm đám cưới trong rừng trước sự chứng kiến của dân làng và bạn bè của Robin, sau một cuộc "viếng thăm" ngoại mục cung điện của Thái tử John.

## Nét độc đáo của bộ phim
Những nhân vật trong phim là những con thú được nhân hoá một cách ấn tượng.
- Robin Hood - thảo khấu của rừng xanh, có biệt tài hóa trang và bắn cung bách phát bách trúng. Nhân vật này được nhân hoá thành một chú cáo.
- Tiểu thư Marian - người trong mộng của Robin Hood. Nhân vật dễ thương này được nhân hoá thành một cô cáo.
- John "nhỏ" - người bạn vào sinh ra tử cùng Robin Hood, rất háu ăn và tuy chẳng nhỏ bé chút nào mà vẫn được mọi người gọi là "nhỏ". Nhân vật này được nhân hoá thành một chú gấu.
- Alan-a-Dale - vật người dẫn chuyện của bộ phim. Được nhân hoá thành một con gà trống.
- Friar Tuck - cha xứ nghèo khổ luôn che chở cho dân làng Nottingham. Nhân vật này được nhân hoá thành một chú lửng.
- Thái tử John - kẻ tham lam, có thói quen mút tay khi ai đó nhắc đến mẹ của mình. Nhân vật này được nhân hoá thành một chú sư tử.
- Ngài Hiss - cận thần của thái tử John, gian xảo và có tài thôi miên kẻ khác. Nhân vật này được nhân hoá thành một con rắn.
- Bà Kluck - vú nuôi của tiểu thư Marian, tốt bụng và ngộ nghĩnh. Nhân vật này được nhân hoá thành một cô gà.
- Tỉnh trưởng vùng Nottingham - tham lam và gian xảo. Nhân vật này được nhân hoá thành một chú sói.
- Trigger và Nutsy - con kên kên.
- Những đứa trẻ ở Nottingham - rất thần tượng Robin Hood. Những nhân vật được nhân hoá thành con thỏ và một con rùa.
- Otto - con chó.

## Diễn viên
| Nhân vật                     | Lồng tiếng      |
| ---------------------------- | --------------- |
| Robin Hood                   | Brian Bedford   |
| Tiểu thư Marian              | Monica Evans    |
| John "nhỏ"                   | Phil Harris     |
| Alan-a-Dale                  | Roger Miller    |
| Friar Tuck                   | Andy Devine     |
| Hoàng tử John và Vua Richard | Peter Ustinov   |
| Ngài Hiss                    | Terry-Thomas    |
| Bà Kluck                     | Carole Shelley  |
| Tỉnh trưởng vùng Nottingham  | Pat Buttram     |
| Trigger                      | George Lindsey  |
| Nutsy                        | Ken Curtis      |
| Skippy                       | Billy Whitaker  |
| Sis                          | Dana Laurita    |
| Tagalong                     | Dori Whitaker   |
| Toby                         | Richie Sanders  |
| Otto                         | J. Pat O'Malley |